# Decima (strofa)
Decima je desetiveršová strofa se čtyřmi různě umístěnými rýmy (na příklad ababccdeed). Decima se vyskytuje mezi jinými ve tvorbě Johna Keatse (Ode to a Nightingale),  Friedricha Schillera (Graf von Habsburg), Andreja Sládkoviče (Marína) a Vladimíra Holana (Sen, Terezka Planetová).

## Příklad
Buď veleben tvůj hustý, dlouhý vlas,
jenž zlata lavinou se k skráním řítí,'
ve slunce záři plane nad topas,
a v stínu když tvé ouško musí krýti,
jak lísky kůra leskne se a svítí!
Víc vůní v něm než v jižní noci jest,
víc jisker v něm než na obloze hvězd,
jak lilje kmitá jím tvůj bílý vaz.
Ó, nech mne u tvých nohou věčně sníti -
tvůj hladit vlas jest líp než víno píti!
(Jaroslav Vrchlický, Balada o vlasech mojí paní)